# Alexander Mocsáry
Alexander Mocsáry, ibland omnämnd som Mocsáry Sándor, född 27 september 1841 i Oradea i Österrike-Ungern, död 26 december 1915 i Budapest i samma statsbildning, var en ungersk entomolog specialiserad på steklar (Hymenoptera)
Auktorsnamnet Mocsáry kan användas för Alexander Mocsáry i samband med ett vetenskapligt namn inom zoologin; se Wikipedia-artiklar som länkar till auktorsnamnet.